# 1466年
| 千纪： | 2千纪 |
| 世纪： | 14世纪 \| 15世纪 \| 16世纪                                                                                 |
| 年代： | 1430年代 \| 1440年代 \| 1450年代 \| 1460年代 \| 1470年代 \| 1480年代 \| 1490年代                           |
| 年份： | 1461年 \| 1462年 \| 1463年 \| 1464年 \| 1465年 \| 1466年 \| 1467年 \| 1468年 \| 1469年 \| 1470年 \| 1471年 |
| 纪年： | 丙戌年（狗年）；明成化二年；刘通德胜二年；越南光順七年；日本寬正七年，文正元年                             |

## 大事记
- 1月21日——在《索爾丁條約（英语：Treaty of Soldin (1466)）》中，在梅克倫堡公爵亨利四世的調解下，承認了波美拉尼亞公爵艾瑞克二世和瓦提斯羅十世，這是布蘭登堡侯國宣告在波美拉尼亞公國的封建權威。
- 3月8日——弗朗切斯科一世·斯福尔扎因身患浮腫和痛風病逝，長子加萊亞佐·馬里亞·斯福爾紮繼任米蘭公爵。
- 10月15日——波蘭國王卡齐米日四世·雅盖隆契克與條頓騎士團簽署《第二次托倫和約》，標誌著十三年戰爭的結束，西普魯士成為波蘭王國的一個自治省，此地區即以後的皇家普魯士，條頓騎士團成為波蘭國王的臣屬。
- 金帳王子卡西姆一世建立阿斯特拉罕汗國。

## 出生
- 伊拉斯莫斯：荷兰著名思想家、神學家。

## 逝世
- 3月8日——弗朗切斯科一世·斯福尔扎，斯福爾紮家族在米蘭統治的開創者。